# 1957-es magyar teniszbajnokság
Az 1957-es magyar teniszbajnokság az ötvennyolcadik magyar bajnokság volt. A bajnokságot június 1. és 9. között rendezték meg Budapesten, a Vasas Pasaréti úti sporttelepén. A vegyes párost csak augusztus 21-én fejezték be a Dózsa margitszigeti teniszstadionjában.

## Eredmények
| Versenyszám  | Arany                                        | Arany | Ezüst                                                      | Ezüst | Bronz                                                                                  | Bronz |
| ------------ | -------------------------------------------- | ----- | ---------------------------------------------------------- | ----- | -------------------------------------------------------------------------------------- | ----- |
| Férfi egyéni | Gulyás István Újpesti Dózsa                  |       | Ádám András Újpesti Dózsa                                  |       | Asbóth József Bp. PetőfiBirkás György Újpesti Dózsa                                    |       |
| Női egyéni   | Broszmann Zsófia Diósgyőri VTK               |       | Lépes Andorné Vasas SC                                     |       | Vajda Paula Újpesti DózsaSólyom Erzsébet Bp. Vörös Meteor                              |       |
| Férfi páros  | Gulyás István, Katona Zoltán Újpesti Dózsa   |       | Asbóth József, Ádám András Bp. Petőfi, Újpesti Dózsa       |       | Pálinkás István, Szikszay András Vasas SCPrihradny Tamás, Molnár László Vasas SC       |       |
| Női páros    | Ernőházi Lajosné, Jusits Ilona Újpesti Dózsa |       | Broszmann Zsófia, Bardóczy Klára Diósgyőri VTK, Bp. Honvéd |       | Lépes Andorné, Rohrböck Józsefné Vasas SCSomogyi Klára, Szörényi Lórántné Vasas SC     |       |
| Vegyes páros | Pálinkás István, Pete Vincéné Vasas SC       |       | Katona Zoltán, Katona Margit Újpesti Dózsa                 |       | Gulyás István, Ernőházi Lajosné Újpesti DózsaBirkás György, Jusits Ilona Újpesti Dózsa |       |